# أثل إفريقي
الأَثل الإفريقي (باللاتينية: Tamarix africana) هو نوع نباتي يتبع جنس الأثل من الفصيلة الطرفاوية.

## الموئل والانتشار
موطن الأثل الإفريقي هو المغرب العربي وإسبانيا والبرتغال.